# Heverstrom

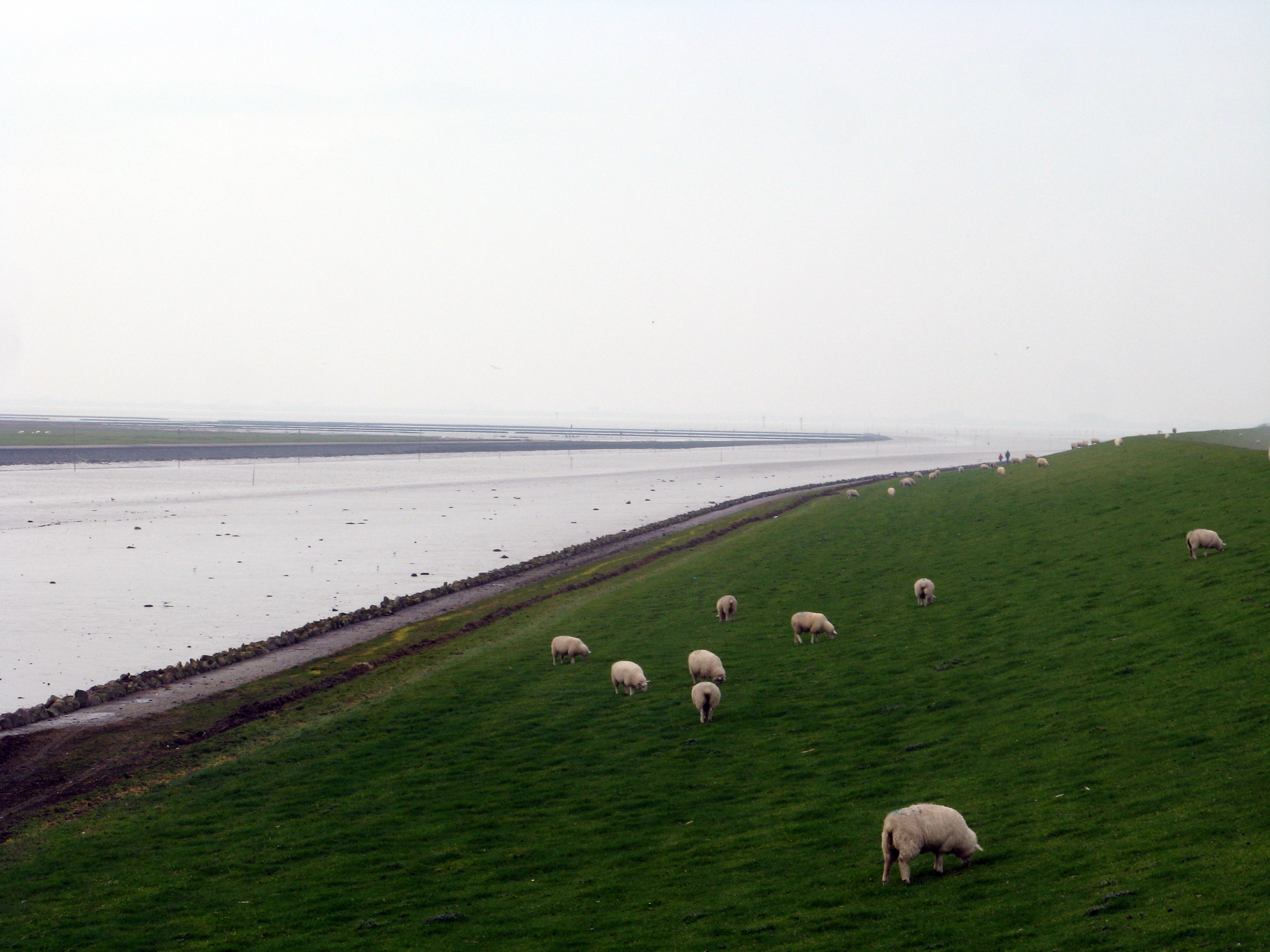
Letztes kanalisiertes Stück des Heverstroms, bevor es den Husumer Hafen erreicht

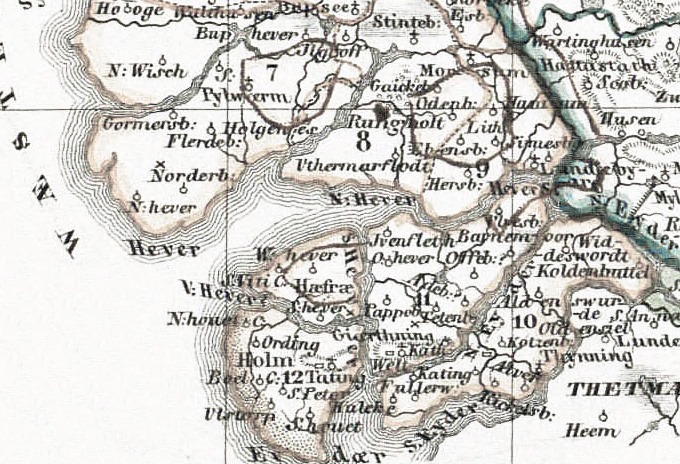
Die Hever zwischen Strand und Eiderstedt im Mittelalter

Der Heverstrom (nordfriesisch: di Heewer) ist ein Gezeitenstrom, der nördlich von Eiderstedt durch das nordfriesische Wattenmeer verläuft. Er spülte auf einer Breite von etwa 30 Kilometern Teile der damaligen Insel Strand fort und stellte im Laufe der Geschichte immer wieder eine Gefährdung für die Inseln Pellworm und Nordstrand dar. Heute verbindet der Strom den Husumer Hafen durch das Wattenmeer mit der offenen Nordsee.
Der Strom beginnt als Seegatt zwischen Eiderstedt und Süderoogsand, bevor er sich bei Südfall in die Norderhever und den Heverstrom teilt. Die Norderhever fließt zwischen Pellworm und Nordstrand hindurch und teilt sich bei der Hallig Nordstrandischmoor in mehrere kleinere Arme. Der Heverstrom fließt entlang Eiderstedts bis kurz vor Husum.
Das Tidebecken von Heverstrom und Norderhever ist das größte des nordfriesischen Wattenmeers. Es umfasst den ganzen Bereich nördlich Eiderstedts. Im Westen geht es in die offene Nordsee über, im Norden begrenzen es der Süderoogsand, Pellworm und die Watthöhenscheiden zwischen diesen Punkten und dem Festland. Es umfasst 415,4 km² und hat ein Volumen von 1,753 Mrd. m³ Wasser bei mittlerem Tidehochwasser. Die sublitorale Fläche, die ständig unter Wasser steht, umfasst 138,7 km², der eulitorale Wattenbereich 276,6 km². Das Wasservolumen teilt sich etwa hälftig zwischen dem dauerhaft vorhandenen Prielvolumen mit 905,3 Millionen m³ und dem ein- und ausfließenden Tideprisma mit 848,5 Millionen m³.
Seine permanent wasserbedeckte Fläche vergrößerte sich von 1934 bis 1990 um 80 km², der Heverstrom grub sich in derselben Zeit vier Meter tiefer in das Watt ein und vergrößerte sein Volumen um 400 Millionen m³.
Die Norderhever bildete sich erst durch die Burchardiflut 1634, die größere Teile der Insel Alt-Nordstrand im Meer versinken ließ. Der Strom fließt durch das Gebiet, das ehemals zu Alt-Nordstrand gehörte, und hat dort in den letzten 370 Jahren eine 20 Meter tiefe Rinne gegraben. Da er immer wieder droht, die Inselsockel von Pellworm und Nordstrand anzugreifen, ergriffen die Nordfriesen seinetwegen aufwendige Küstenschutzmaßnahmen. 1906/1907 verbanden sie Nordstrand über einen Damm mit dem Festland, der Damm durchbrach die Norderhever, die sich dort wieder mit dem Heverstrom vereinigte, und legte diesen Stromarm „trocken“. 1987 folgte die Eindeichung des Beltringharder Koogs, wiederum vor allem, um Nordstrand vor dem Strom zu schützen. Immer wieder planen die Küstenschützer einen Damm zwischen den beiden Inseln, um die Norderhever ganz zu durchdämmen, doch zurzeit gefährdet er Pellworm nicht akut, so dass die Planungen derzeit ruhen.
Der Name leitet sich wahrscheinlich von altfriesisch hef für 'Meer, das sich Heben (der Wellen)' ab und nimmt wohl Bezug auf die Gezeiten.